# Reciprok (grammatik)
Reciprok betegner i grammatikken en gensidighed, hvor flere subjekt (eller et subjekt i flertal) er objekt for hinanden:
Peter og Ole slog hinanden ihjel
Flere sprog har en særlig reciprok bøjningsform, f.eks. tyrkisk og bantusprog. På dansk er der en række ord, hvor passiven har reciprok betydning: mødes, slås, ses, tales ved.
Se også: reciprokering ved stednavne.